# 超魔神英雄傳
《超魔神英雄傳》是由SUNRISE製作的日本電視動畫節目，魔神英雄傳系列的第3部作品，亦是平行宇宙之外傳。本作與前作魔神英雄傳2故事無法銜接，部分設定也跟魔神英雄傳迥異，且續作《魔神英雄傳 七魂的龍神丸》亦推翻其所有設定，回復魔神英雄傳及魔神英雄傳2設定，於1997年10月2日到1998年9月24日期間由東京電視台播放共51集。

## 故事
「超魔神」的故事發生在「魔神1」。曾經從多壞達手中拯救了創界山後沒多久的救世主戰部渡，邪惡帝王暗黑達在半夜趁機奪走他的善良之心，簡稱《善心》，使得他心地突然變得很壞，變成了不良少年，成為龍神鎮的老大，後來遇見火美子與劍部暫停一下，把他帶入創界山，但是由於沒有善心，他幾乎已經把救世主的記憶給忘光了，於是在新的敵人多納卡米家族的手下侵略整座創界山，佈滿敵軍的炮火攻擊之下，他重啟了龍神丸，救世主的記憶在龍神號的甦醒之下恢復，並展開創界山的尋心之旅，用六位聖神的神聖之心與龍神丸結合為超魔神龍神丸，徹底粉碎暗黑達與多納卡米家族的野心。

## 主題曲
片頭曲1「ひとつのハートで」（1話－32話）
作詞：康珍化，作曲：立花瞳，編曲：萩田光雄，歌：三重野瞳
片頭曲2「POWER OF DREAM」（33話－51話）
作詞、作曲：谷脇仁美，編曲：萩谷光雄，歌：三重野瞳
片尾曲1「BOYS BE AMBITIOUS」（1話－32話）
作詞：康珍化，作曲：立花瞳，編曲：萩田光雄，歌：三重野瞳
片尾曲2「がんばって」（33話－51話）
作詞：康珍化，作曲：立花瞳，編曲：萩田光雄，歌：三重野瞳

## 各話列表
| 話數 | 標題                            | 中文標題                    | 劇本       | 分鏡       | 演出     | 作畫監督          |
| ---- | ------------------------------- | --------------------------- | ---------- | ---------- | -------- | ----------------- |
| 1    | ボクは救世主!                   | 我是救世主!                 | 井内秀治   | 井内秀治   | 福本潔   | とみながまり      |
| 2    | バンジージャンプで万事休す!     | 對高空彈跳束手無策！        | 井内秀治   | 近藤信宏   | 近藤信宏 | 内田信也          |
| 3    | 消える魔球をカッ飛ばせ!         | 將消失的魔球擊飛！          | 高橋義昌   | 福本潔     | 福本潔   | 高橋晃            |
| 4    | 求む!こわ〜いお化け             | 尋求！恐〜怖的幽靈          | 山部康男   | 近藤信宏   | 吉村章   | 高橋晃            |
| 5    | 怖ろし!おそろい女子高生         | 可怕！一模一樣地女高中生    | 中弘子     | 渡邊哲哉   | 渡邊哲哉 | 柳瀬雄之          |
| 6    | ぶっ飛び村の大レース            | 蹦飛村的大車賽              | 桶谷顕     | 西村聡     | 西村聡   | とみながまり      |
| 7    | 恐怖の絶叫マシン勝負            | 恐怖的尖叫機械勝負          | 三井秀樹   | 近藤信宏   | 近藤信宏 | 高橋晃            |
| 8    | 超力変身!龍神丸                 | 超力變身！龍神丸            | 井内秀治   | 近藤信宏   | 福本潔   | 高橋晃            |
| 9    | ホタルの里は夢の島              | 螢火蟲的家鄉為夢幻之島      | 網谷正治   | 吉村章     | 吉村章   | 内田信也 枡田浩史 |
| 10   | ブリキの花はメチャクッサー!     | 馬口鐵之花實在有夠臭！      | 高橋義昌   | 渡邊哲哉   | 渡邊哲哉 | 柳瀬雄之          |
| 11   | 雪女のお熱いラブストーリー      | 雪女的熾熱愛情故事          | 山部康男   | 角田利隆   | 角田利隆 | とみながまり      |
| 12   | 願い星 ほし〜い!                | 許願星 許〜願吧！           | 桶谷顕     | 近藤信宏   | 近藤信宏 | 高橋晃            |
| 13   | フルフル村の危険な果実          | 滿滿村的危險果實            | 中弘子     | 吉田義樹   | 吉田義樹 | 細井信宏          |
| 14   | 燃える心にご用心!               | 燃燒之心要小心！            | 桶谷顕     | 角田利隆   | 吉村章   | 高橋晃            |
| 15   | 炎の変身!鳳凰龍神丸             | 炎之變身！鳳凰龍神丸        | 井内秀治   | 福本潔     | 福本潔   | 高橋晃            |
| 16   | 砂漠で泳げば OH, HOT!           | 砂漠中游泳OH， HOT！        | 高橋義昌   | 寺東克己   | 岡本英樹 | 柳瀬雄之          |
| 17   | ボーリーくんでストライク!       | 保齡君擊倒！                | 三井秀樹   | 角田利隆   | 角田利隆 | とみながまり      |
| 18   | ドスコーイ!砂漠の大相撲         | 推撲！砂漠的大相撲          | 網谷正治   | 近藤信宏   | 近藤信宏 | 内田信也          |
| 19   | ボクは救世主!君も救世主?        | 我是救世主！你也是救世主？  | 山部康男   | 吉田義樹   | 吉田義樹 | 細井信宏          |
| 20   | ビリビリ男のバチバチ攻撃!       | 電擊男的噼里啪啦攻擊！      | 桶谷顕     | 吉村章     | 吉村章   | 高橋晃            |
| 21   | 激走!魔神列車の旅               | 激走！魔神列車之旅          | 植竹須美男 | 近藤信宏   | 近藤信宏 | 高橋晃            |
| 22   | 最強コンビだ!ダブル龍神丸       | 最強組合！雙重龍神丸        | 高橋義昌   | 寺東克己   | 福本潔   | 柳瀬雄之          |
| 23   | 帰ってきたら運動会              | 歸來之時的運動會            | 三井秀樹   | 角田利隆   | 角田利隆 | とみながまり      |
| 24   | 聖なる森の謎                    | 神聖之森的謎                | 三井秀樹   | 福本潔     | 福本潔   | 内田信也          |
| 25   | 復活!剣王の剣                   | 復活！劍王之劍              | 網谷正治   | 近藤信宏   | 吉村章   | 高橋晃            |
| 26   | 電話の町の魔法兄弟              | 電話鎮的魔法兄弟            | 井内秀治   | 吉田義樹   | 岡本英樹 | 吉川博明          |
| 27   | コンビニ魔神でいらっしゃいませ! | 便利魔神店歡迎你            | 桶谷顕     | 近藤信宏   | 近藤信宏 | 高橋晃            |
| 28   | 眠いぞ 眠いぞ 大ピンチ!         | 好想睡覺 危機逼近           | 植竹須美男 | 高瀬節夫   | 高瀬節夫 | 柳瀬雄之          |
| 29   | シャッターチャンスはこわいぞ〜! | 可怕的攝影快門              | 高橋義昌   | 福本潔     | 福本潔   | 高橋晃            |
| 30   | 僕がヒミコでヒミコが僕?         | 我是火美子 火美子是我？     | 井内秀治   | 角田利隆   | 角田利隆 | とみながまり      |
| 31   | 人形の町でワタルコレクション    | 玩偶鎮的渡收藏品            | 網谷正治   | 近藤信宏   | 近藤信宏 | 高橋晃            |
| 32   | まやかしの女神フリザベート      | 虛假的女神 暴雪比度         | 桶谷顕     | 寺東克己   | 吉村章   | 内田信也          |
| 33   | 夢見る恐竜トイノドン            | 作夢的恐龍 托伊諾           | 植竹須美男 | 渡邊哲哉   | 渡邊哲哉 | 高橋晃            |
| 34   | いこいの泉を守るでフン!         | 守護休憩之泉                | 桶谷顕     | 石山タカ明 | 高瀬節夫 | 柳瀬雄之          |
| 35   | デンノータウンの格闘ロボット    | 迪羅鎮的格鬥機器人          | 高橋義昌   | 角田利隆   | 角田利隆 | 高橋晃            |
| 36   | 釣られちゃった救世主!           | 上鉤的救世主！              | 網谷正治   | 山本裕介   | 吉村章   | とみながまり      |
| 37   | 謎のドルクか?スズメの謎か?      | 怒琉玖與麻雀的秘密          | 井内秀治   | 近藤信宏   | 近藤信宏 | 高橋晃            |
| 38   | ○か×か!デス・タワーの戦い!      | 圈圈還是叉叉？ 死亡塔之戰！ | 桶谷顕     | 福本潔     | 福本潔   | 内田信也          |
| 39   | 海の聖神 雷の銀狼               | 海之聖神 雷之銀狼           | 高橋義昌   | 渡邊哲哉   | 渡邊哲哉 | 高橋晃            |
| 40   | シバラク父さん がんばる!        | 武一郎爸爸 加油             | 植田浩二   | 高瀬節夫   | 高瀬節夫 | 柳瀬雄之          |
| 41   | 黄色い鯨 マレス                 | 黃色鯨魚 馬列絲             | 時村尚     | 角田利隆   | 角田利隆 | 高橋晃            |
| 42   | ワタルの心は あっち向いてホイ!  | 渡的心思變了                | 網谷正治   | 山本裕介   | 山本裕介 | 吉川博明          |
| 43   | 激闘!ワタル対ドード             | 激戰 渡VS怒怒               | 植竹須美男 | 福本潔     | 福本潔   | 高橋晃            |
| 44   | 心を呼ぶ心                      | 真心呼喚                    | 桶谷顕     | 角田利隆   | 吉村章   | 内田信也          |
| 45   | 潜入!ドナルカミ城               | 潛入！怒鳴神城              | 高橋義昌   | 渡邊哲哉   | 渡邊哲哉 | 高橋晃            |
| 46   | 友情のラスト・バトル!           | 最後的友情戰鬥              | 高橋義昌   | 松園公     | 山田弘和 | 柳瀬雄之          |
| 47   | ドナルカミ城の最期              | 怒鳴神城的末日              | 高橋義昌   | 芦沢剛史   | 福本潔   | 高橋晃            |
| 48   | 第七界層 新たなる戦い!          | 第七界層 新的戰鬥           | 高橋義昌   | 角田利隆   | 角田利隆 | 吉川博明          |
| 49   | 出現!魔界王アンコクダー         | 出現！魔界之王暗黑達        | 高橋義昌   | 福本潔     | 福本潔   | 高橋晃            |
| 50   | 誕生!超魔神 龍神丸              | 誕生！超魔神龍神丸          | 井内秀治   | 山本裕介   | 山本裕介 | 内田信也          |
| 51   | みんなの心                      | 大家的心                    | 井内秀治   | 井内秀治   | 吉村章   | 高橋晃            |

## 製作人員
- 原作：矢立肇、廣井王子、井内秀治
- 企画：SUNRISE
- 總導演：井内秀治[3]
- 角色設計：蘆田豐雄
- 機械設計：中澤數宣
- 總作畫監督：芦田豊雄
- 美術監督：加藤浩
- 撮影監督：桶田一展
- 音樂監督：藤野貞義

## 外部連結
- 官方網站 （页面存档备份，存于）（日語）